# Скотт Джоплин (фильм)
Скотт Джоплин (англ. Scott Joplin) — драматический биографический фильм 1977 года режиссёра Джереми Кагана, рассказывающий о жизни и творчестве американского композитора и пианиста Скотта Джоплина.

## Сюжет
Фильм повествует о жизни выдающегося композитора и автора регтаймов Скотта Джоплина. Он начал свою карьеру в качестве пианиста в турне по борделям всей страны. Во время конкурса пианистов по проекту знаменитого музыкального издателя Джона Стивелла Старка (Арт Карни) Джоплин вместе со своим другом Луи Шовеном (Клифтон Дэвис) обретает мгновенный успех, а сочинённые им пьесы становятся настолько популярными, что ему как первому чернокожему композитору разрешают исполнить свои произведения на Всемирной ярмарке. Джоплин женится на Белль (Маргарет Эйвери) и обустраивается в Сент-Луисе, в то время как его регтаймы становятся национальным увлечением. Этот исторический фильм показывает решимость Джоплина в борьбе против расизма, его героическую борьбу с изнурительной болезнью и окончательный триумф в качестве композитора и музыкальной легенды.

## В ролях
| Актёр            | Роль               |
| ---------------- | ------------------ |
| Билли Ди Уильямс | Скотт Джоплин      |
| Клифтон Дэвис    | Луи Шовен          |
| Маргарет Эйвери  | Белль Джоплин      |
| Юби Блэйк        | Уилл Уильямс       |
| Годфри Кэмбридж  | Торн Турпин        |
| Арт Карни        | Джон Стивелл Старк |

## Прокат и критика
Хотя первоначально фильм делался для показа по телевидению компанией «Motown Films», «Скотт Джоплин» был выпущен 2 января 1977 года в кинотеатрах США компанией «Universal Pictures». В журнал «Variety» сказано, что «Уильямс прекрасен, а фильм очень воодушевляющ и интенсивен, однако история жизни Джоплина настолько мрачна, что делает фильм по-настоящему занудным». В «Indiewire» отмечается, что «жизнь Джоплина была полна драматизма, кратких мгновений триумфа и, в конце, печали и разочарований. Это мог быть действительно потрясающий и острый фильм. Однако фильм Уильямса не такой. Он так горестно неточен, что единственным сходством между реальной жизнью Джоплина и этим фильмом является тот факт, что есть чёрный парень по имени Скотт Джоплин и это про него».

## Саундтрек
В официальный саундтрек к фильму вошли композиции Джоплина в интерпретации пианиста Дика Хаймена:
| №   | Название                                               | Автор(ы)   | Длительность |
| --- | ------------------------------------------------------ | ---------- | ------------ |
| 1.  | «Maple Leaf Rag»                                       | Дик Хаймен | 2:43         |
| 2.  | «Solace»                                               | Дик Хаймен | 3:18         |
| 3.  | «Pleasant Moments»                                     | Дик Хаймен | 1:58         |
| 4.  | «Helitrope Bouquet»                                    | Дик Хаймен | 2:05         |
| 5.  | «Courtship (Based on Elite Syncopation)»               | Дик Хаймен | 2:05         |
| 6.  | «Cutting Contest/Maple Leaf Rag»                       | Дик Хаймен | 5:00         |
| 7.  | «Peacherine Rag»                                       | Дик Хаймен | 1:55         |
| 8.  | «The Entertainer»                                      | Дик Хаймен | 3:11         |
| 9.  | «Maple Leaf Rag»                                       | Дик Хаймен | 2:10         |
| 10. | «Weeping Willow»                                       | Дик Хаймен | 3:32         |
| 11. | «Breakup»                                              | Дик Хаймен | 1:54         |
| 12. | «Heliptrope Bouquet»                                   | Дик Хаймен | 3:34         |
| 13. | «Wall Street Rag»                                      | Дик Хаймен | 2:43         |
| 14. | «Finale: The Entertainer/Maple Leaf Rag/Gladiolus Rag» | Дик Хаймен | 2:40         |